# كتير العوامرة
قرية كتير العوامرة العمراوي العامري، تقع في ولاية الجزيرة، السودان، وهي من أكبر قرى ولاية الجزيرة، بعد قرية الولى، وتبعد من العاصمة الخرطوم، حوالى 80 كيلو متر، ومن عاصمة الولاية حوالى 120 كيلو مترا.
وتعمد «كتير العوامرة»، على مصدر دخلها من الزراعة، والرعي، نسبة لموقعها الممتاز وسط «مشروع الجزيرة»، وإضافة للموظفين، والمقيمين بالخارج.
وبقرية «كتير العوامرة» اربع مدارس اساس، ومدرسة ثانوية للذكور، واخرى للإناث، ومستشفي كتير العوامره الريفي، وحوالى عيادتين خاصتين، وعدد اثني عشر مسجد.
اغلب سكانها من قبيلة العوامرة، التي تنتمى نسبا للبيت النبوي الهاشمي القرشي الشريف، وأهم بطون العوامرة وأكثرها عددا تسكن في كتير العوامرة ومنهم على سبيل المثال: التويراب، والعبدناب، والساجوراب، وجميعم إبناء عمومه، وقد ذكرهم «ود ضيف الله»، في كتابه المشهور (الطبقات).
والعوامرة، كانت لهم إمارة في المهدية، وقائدها هو الأمير إبراهيم العامري، ومازال أبنه موجود، وللعوامرة في قرية كتير العوامرة، انساب واصهار في القبائل الآخرى، سواء كانوا من داخل القبيلة الرفاعية التي ينتمون إليها، أو من خارجها، كما لهم نسب وصهر مع قبيلة الجعليين، والكواهلة العربيتين.